# Лабазе, Жорж
Жорж Лабазе (фр. Georges Labazée; 16 июня 1943, Виван — 3 февраля 2022, Байонна) — французский политик, депутат Национального собрания, президент Генерального совета департамента Атлантические Пиренеи и сенатор.
Школьный учитель по профессии, Лабазе в 1969 году вступил в Социалистическую партию, а свою «большую» политическую карьеру начал на выборах 1976 года в кантоне Тез, где он был избран генеральным советником и затем неоднократно переизбирался (1982, 1988, 1994, 2001 и 2008).
По итогам «розовой волны» на выборах в Парламент 1981 года Лабазе стал депутатом, пробыв в Национальном собрании до 1 апреля 1986 года.
После кантональных выборов 2011 года Жорж Лабазе возглавил Генеральный совет департамента Атлантические Пиренеи, пробыв на посту до 2 апреля 2015 года. При этом с 25 сентября 2011 года до 1 октября 2017 года он являлся сенатором от Атлантических Пиренеев.
После отставки с поста сенатора Лабазе ушел из «большой» политики.
Умер в ночь с 3 на 4 февраля 2022 года в возрасте 78 лет.